# 梁成久墓
梁成久墓，位于中国广东省湛江市雷州市纪家镇南苗村前，为湛江市雷州市的一个市级文物保护单位，类型为近现代重要史迹及代表性建筑，公布时间为2002年10月10日。
梁成久墓的历史年代为民国。